# Señora tentación (telenovela)
Señora tentación es una telenovela grabada en Puerto Rico realizada por Telemundo para el mercado hispano de los Estados Unidos en 1994. Sus protagonistas son la mexicana Lucía Méndez y el colombiano Danilo Santos y con la participación antagónica de Miguel Ángel Rodríguez.

## Trama
La república imaginaria de San Marcos sería un paraíso si no fuera por el malestar de un pueblo al borde de la rebelión y los planes de los revolucionarios para derrocar la dictadura de 20 años del general Víctor Manuel Bustillos. Bustillos está locamente enamorado de Rosa, la esposa de uno de sus subordinados - una obsesión enfermiza que conducirá a su caída final. La década romántica y nostálgica de los años 50 se recrea en la pequeña pantalla hasta el mínimo detalle, subrayado por la inolvidable música de Agustín Lara, cuya boleros se escuchan por todo el drama a través de la voz de Lucía Méndez.

## Elenco
- Lucía Méndez .... Rosa Moreno
- Danilo Santos .... Víctor Manuel
- Miguel Ángel Rodríguez .... Ignacio Artigas
- Braulio Castillo .... Alirio Moncada
- Zully Montero .... Marlene
- Isela Vega .... Tamara
- Manny Rodríguez .... Ricardo Monteverde
- Lourdes Chacón .... Alicia
- Miguel Ángel Suárez .... Gerardo del Río
- Hernán O'Neill .... Rodrigo
- Pedro Juan Figueroa .... General Leonardo Bustillos
- Maricarmen Avilés .... Jacqueline Bustillos
- Tito Bonilla
- María Carrión
- Carola García
- Jonathan D. Jiménez
- Jimmy Navarro .... Teniente Gil
- Raquel Rebollero
- Gustavo Rodríguez
- Jerry Segarra
- Mercedes Sicardo
- Anardis Vega
- Alba Nydia Díaz .... Azabache
- Carla Alvarado .... Martha
- Sonia Noemí González .... Fina
- Ángel Espasande .... Silvestre
- Ernesto Concepción
- Adamari López